# Дом-музей Абдуллы Шаига
Дом-музей Абдуллы Шаига — музей Азербайджана, посвящённый поэту, писателю Абдулла Шаигу.

## История
В 1900 году Абдулла Шаиг переехал из Тбилиси в Баку и жил в маленькой квартире в Ичери-шехер в с матерью Мехри и её братом Юсуфом Зиёй Талибзаде. После этого он несколько раз менял место жительства и снимал квартиры в разных частях города.
В 1916 году он переехал в пятикомнатную квартиру на 2-м этаже на ул. Верхней Нагорной.
Гостями этой квартиры были Ахмед Джавад, Гусейн Джавид, Джафар Джаббарлы, Микаил Мушфиг, Самед Вургун и прочие представители азербайджанской интеллигенции.
Абдулла Шаиг проживал в этой квартире до декабря 1957 года.
Здание музея возведено в 1905 году. Улица Верхняя Нагорная в 1981 году была переименована в ул. А. Шаига в честь столетия поэта и писателя.
В данной квартире в 1990 году постановлением Совета министров Азербайджанской ССР был основан музей. В создании музея принимал участие старший сын поэта академик Кямал Талыбзаде.

## Общие сведения
Музей начал функционировать с декабря 1991 года. В январе 2001 года была открыта экспозиция А. Шаига. Музей состоит из двух отделов, фонда и экспозиции. Экспозиция состоит из четырех комнат. В первой комнате, которая раньше служила в качестве кухни, представлены его книги, переведенные на различные иностранные языки, его собственные переводы знаменитых произведений: «Шахнаме», «Макбет», «Гулливер», «Робинзон Крузо» и иных.
Вторая комната содержит материалы о личной жизни А. Шаига, генеологическом древе, родителях, семье. Третья комната посвящена педагогической и драматургической деятельности Шаига.
Четвертая комната выполняла функцию рабочего кабинета Шаига. Здесь собрано большое количество его личных вещей, сведения об общественно-политической деятельности классика, мемориальные экспонаты, личная библиотека, письменный стол.
Фонд музея содержит около 8000 предметов, в том числе книги, оригинальные фотографии, рукописи и документы, материалы, связанные с театром, произведения искусства, личная библиотека А. Шаига, экземпляры периодической печати, в которых были впервые опубликованы его произведения.
Действует Фонд рукописей и документов, Фонд оригинальных фотографий.
Также в коллекции музея представлены экспонаты, связанные с жизнью и творчеством старшего брата Абдуллы Шаига общественного деятеля Юсифа Зии Талыбзаде и сына, литературоведа Камала Талыбзаде.
В музее проводятся различные мероприятия, передвижные выставки, лекции.
Также в музее проводились съёмки телепередач и фильмов, посвященных А. Шаигу.
Музей находится в подчинении Министерства культуры Азербайджана.
Директором музея является внучка А. Шаига Улькер Талыбзаде.

## Отделы Фонда музея
- Мемориальные предметы
- Документы, связанные с театром
- Произведения искусства
- Почетные грамоты и адреса
- Программы, афиши, пригласительные
- Рукописи
- Древние и новые издания, подаренные книги
- Кино, фото, фоно
- Оригинальные фотографии
- CD
- Нумизматика
- Негативы